# Hải Thụy
Hải Thụy (Wade-Giles: Hai Rui, tiếng Trung: 海瑞) (23 tháng 1 năm 1514 - 13 tháng 11 năm 1587) là một vị quan Trung Quốc trong thời nhà Minh, phục vụ qua ba triều vua Minh Thế Tông, Minh Mục Tông và Minh Thần Tông.
Ông nổi tiếng là vị quan thanh liêm, chính trực, được nhân dân yêu mến, và cũng nổi tiếng vì nhiều lần bị bãi quan hay từ quan do sự cương trực thẳng thắn của mình. Trong ba mươi ba năm làm quan, Hải Thụy bị bãi quan hay từ quan ba lần, tổng số thời gian bị bãi quan ngang ngửa thời gian làm quan. Ông cũng là nhân vật chính trong vở kịch nổi tiếng Hải Thụy bãi quan do Ngô Hàm sáng tác.

## Thiếu thời
Hải Thụy sinh ra tại Quỳnh Sơn, Hải Nam. Hải Thuỵ xuất thân từ một gia đình gốc Hồi giáo, ông nội là Hải Đáp Nhi (海答兒, tức là Haidar, một tên nguồn gốc Ả Rập) người Quảng Châu, còn mẹ ông thuộc một gia tộc người Hồi có nguồn gốc ở tiểu lục địa Ấn Độ.; tuy nhiên bản thân Hải Thuỵ không hề nhắc đến Hồi giáo trong các trước tác của mình và trước sau ông là một nhà Nho. Cha ông là Hải Hãn qua đời khi ông 3 tuổi và ông được mẹ là Tạ thị nuôi dưỡng. Quỳnh Sơn, Hải Nam, một vùng đất nổi tiếng là nghèo khổ, khắc nghiệt, dựa vào mấy mẫu ruộng xấu và nghề may vá thêu thùa của Tạ thị làm kế sinh nhai. Tuy nhiên, Tạ thị nuôi dạy Hải Thuỵ rất chu đáo và nghiêm khắc, vừa tự tay dạy học cho Hải Thuỵ, vừa tìm chọn thầy giỏi cho con. Cuộc sống khó khăn cũng như tính cách của người mẹ đã ảnh hưởng rất lớn đến bản tính cương trực, liêm chính của Hải Thuỵ và cũng là một nguyên nhân cho gia đình không hạnh phúc sau này của ông.

## Tri huyện Thuận An
Con đường khoa bảng của Hải Thụy không suôn sẻ. Năm Gia Tĩnh thứ 28, Hải Thụy đỗ cử nhân kỳ thi Hương, năm Gia Tĩnh thứ 32 (1554) được bố chức Giáo dụ, một chức học quan cấp thấp ở Nam Bình, tỉnh Phúc kiến. Năm Gia Tĩnh 37 (1558) được thăng Tri huyện Thuần An, phủ Nghiêm Châu, Chiết Giang, hàm thất phẩm. Thuần An là nơi nhiều núi ít ruộng, dân chúng vô cùng khổ cực. Sau khi tới nhậm chức, chứng kiến cảnh dân tình nghèo đói, ông vô cùng thương cảm và ra sức chỉnh đốn việc cai trị, giảm nhẹ những khoản đóng góp của dân chúng, vừa khuyến khích sản xuất canh tác nên Hải Thuỵ được dân chúng tin cậy và yêu mến.
Ông cũng được ca tụng vì tính tình cương trực không sợ thượng cấp. Khi con trai của Hồ Tôn Hiến đến Thuần An, ỷ thế gia đình đã gây chuyện thị phi, hành hung dịch thừa, Hải Thuỵ đã tống giam y, lột sạch toàn bộ tiền bạc trên người, lại còn gửi thư cho Hồ Tôn Hiến tỏ ý châm chọc. Hồ gia giận lắm nhưng không dám làm gì. Quyền thần Yên Mậu Khanh đi tuần tra nghề muối ở Chiết Giang, ngoài mặt ra lệnh tiếp đón đơn giản tiết kiệm nhưng bên trong ngầm bắt địa phương nghênh đón hết sức xa xỉ tốn kém, Hải Thuỵ cũng viết một thư chọc ngoáy thái độ hai mặt đó. Yên Mậu Khanh xem xong vừa giận vừa sợ, không dám đi qua phủ Nghiêm Châu, vì vậy tri phủ Nghiêm Châu rất cảm kích Hải Thuỵ. Viên Thuần, đồng đảng của Mậu Khanh, khi tuần tra muối ở địa phương cũng bị Hải Thuỵ "đón tiếp" đặc biệt vì vậy đã ghi hận trong lòng, khi về kinh đã đàn hặc Hải Thuỵ khiến ông bị bãi chức (1562).

## Hạch tội hoàng đế
Tuy nhiên lúc này gian thần Nghiêm Tung vừa bị lật đổ, đồng đảng của y như Hồ Tôn Hiến và Yên Mậu Khanh cũng thất thế, những người như Hải Thuỵ trở thành anh hùng. Nhờ thượng cấp cũ là thị lang bộ Lại Chu Hoành ra sức tiến cử, Hải Thụy mau chóng phục chức làm tri huyện Hưng Quốc, ít lâu sau thăng làm Chủ sự bộ Hộ, từ thất phẩm lên được lục phẩm, lại còn được làm việc ở kinh thành.
Lúc này, vua Minh Thế Tông Gia Tĩnh Đế suốt ngày khấn khứa với hương khói, quên cả việc thiết triều, các đại thần chỉ đón ý lựa lời, tránh bẩm báo những công việc với Hoàng đế, hoặc chỉ nói những lời chúc mừng, nỗi khổ của nhân dân chẳng ai hỏi tới. Vì vậy, vào năm 1566, Hải Thụy dâng tấu can ngăn, hy vọng Minh Thế Tông thay đổi, chấn chỉnh lại việc nước. Nhưng mà tờ tấu lại quá thẳng thắn, nói toạc ra các lỗi lầm và của hoàng đế, chê trách Minh Thế Tông gây ra tình trạng "quan tham hoành hành, dân hết đường sống, thủy tai triền miên, giặc cướp khắp nơi. Thậm chí Hải Thuỵ còn bảo nhà vua không làm tròn vai trò của chồng, cha cũng như vua, tức là trong ba mối quan hệ của "tam cương" thì hoàng đế không làm được cái gì hết. Kiểu tấu sớ như vậy chưa hề có tiền lệ, trước đây các gián thần thường phê bình việc của vua, chỉ có Hải Thụy là phê bình nhân phẩm của vua không chút kiêng nể. Vua Thế Tông đọc xong nổi giận đùng đùng, cho bắt Hải Thuỵ bỏ ngục, khép vào tội chết. Tuy nhiên có viên thái giám Hoàng Cẩm liều chết can ngăn, quan thủ phụ Từ Giai cũng ra sức can gián, nhà vua cũng ít nhiều biết Hải Thuỵ nói đúng, vì vậy chưa giết Hải Thuỵ ngay mà để cho Đông xưởng giám sát. Bị giam mười tháng thì Minh Thế Tông chết, Minh Mục Tông Long Khánh Đế nối ngôi đã cho thả Hải Thuỵ.

## Tuần phủ Ứng Thiên
Danh tiếng của Hải Thuỵ lúc này nổi như cồn. Ông được phục chức cũ, rồi liên tiếp thăng làm ty thừa ty thượng bảo (quan lục phẩm), rồi tự thừa đại lý tự (ngũ phẩm), hữu thông chính ty thông chính (tứ phẩm), hữu thiên đô ngự sử (quan tam phẩm), khâm sai tổng đốc lương đạo, tuần phủ mười phủ Ứng Thiên, trở thành quan lớn nơi biên cương. Tuy nhiên, quan lại triều đình cũng quá sợ tính tình cương trực, không sợ cường quyền của Hải Thuỵ, cho rằng nếu để ông nắm thực quyền sẽ gây náo động, chính vì vậy chỉ sắp xếp cho Hải Thuỵ chức phẩm cao mà không giao việc gì lớn. Đó cũng là lý do vào năm 1569 ông được điều đi làm tuần phủ Ứng Thiên (nay là Nam Kinh), một chức vụ ở xa trung ương, có gây chuyện thì hoàng đế và triều đình cũng không thấy, đỡ ầm ĩ hơn.
Tuy nhiên Hải Thuỵ lại là người muốn làm việc, muốn có thực quyền để cải cách chế độ, thanh trừ tham ô hủ bại. Vì vậy, khi được điều đi Ứng Thiên, ông lập tức ra tay chỉnh đốn quan lại, nghiêm cấm nạn tham ô, hối lộ, lối sống lãng phí xa xỉ, cũng như các loại lễ nghi qua cáp. Vừa nhậm chức Hải Thụy đã ban bố “Đốc phủ hiến ước”, nghiêm cấm các quan phủ, châu, huyện ra ngoài thành nghênh tiếp hay bầy tiệc chiêu đãi những quan tuần phủ đến kinh lý. Sau đó để giữ thể diện cho mệnh quan triều đình, Hải Thụy đồng ý nhượng bộ đôi chút, cho phép bữa cơm tiếp đãi có thịt cá, nhưng không được uống rượu hay giết ngỗng, không được mời kỹ nữ hay tổ chức các tiết mục mua vui, chi phí tiệc chiêu đãi cũng không được quá ba tiền, chi phí than củi dầu đèn cũng không được vượt quá các con số trên. Hải Thuỵ yêu cầu khi viết công văn phải dùng giấy rẻ tiền và viết cả hai mặt giấy, cấm đeo đồ trang sức xa hoa và ăn uống quà vặt ngon ngọt. Để bài trừ việc sĩ đại phu vào ra cung phủ nhằm câu kết với nhau, từ nay cử nhân, giám sinh muốn đến nha môn bái kiến các quan hoặc thư tín đi lại cần phải đăng ký trước và khai báo đầy đủ nội dung cuộc họp mặt; quan lại ra ngoài cũng phải cho biết đi những đâu, nói những gì. Quan lại đi công tác phải tự thuê thuyền và lái thuyền, địa phương chỉ có trách nhiệm hỗ trợ phụ phí, nếu quan lại dùng xe thuyền quá mức quy định phải tự trả tiền. Hành động của Hải Thuỵ khiến giới quyền quý vừa hoảng sợ vừa náo động. Ngay khi Hải Thụy được điều lên làm tuần phủ Ứng Thiên, bọn quan lại địa phương hoảng loạn đòi xin điều Hải Thụy đi nơi khác, thậm chí có đứa còn xin từ quan không làm nữa. Bọn quyền quý đều sơn nhà cửa từ đỏ thành đen, kiệu người khiêng cũng tiết giảm vì sợ uy của Hải Thuỵ.
Hải Thụy cũng nhận thấy việc khảo sát và tuyển chọn quan lại còn hàm hồ sáo rỗng, không thực tế, "toàn những câu có nhiều ý, rất ít những vấn đề cụ thể, hiện thực, lời lẽ không rõ ràng", vì vậy liền ban hành "Khảo ngữ sách thí" bao gồm chín nội dung khảo sát, hầu hết đều có những tiêu chí rất cụ thể, rõ ràng, khảo chứng được bằng số liệu và dữ liệu.
Một thành tích khác của Hải Thụy là đứng ra chủ trì việc trị thủy sông Tùng Giang (tức sông Hoàng Phố) tại Thượng Hải, giải quyết tình trạng ngập lụt triền miên ở địa phương. Để đẩy nhanh công việc, Hải Thụy đích thân làm việc ngay tại công trường, còn cho giết ba tên giám quan không làm được việc, chôn thây ngay trước trụ sở. Kết quả là công việc trị thủy đã mau chóng hoàn thành. Một tên tuần án ngự sử đang âm mưu muốn cản trở và hãm hại Hải Thụy để cướp công thì đã muộn, đành phải ôm đầu tiếc rẻ nhìn công lao rơi vào tay Hải Thụy. Khi tên tuần án cho người đào mồ ba giám quan bị giết, thấy có ba con lợn béo, ba tên giám quan đã được Hải Thụy giấu ra nơi khác.
Ngoài ra, ở phủ Ứng Thiên từ lâu đã xảy ra nạn cường hào lấn chiếm cướp đoạt ruộng đất. Họ hàng thân thích của các quan lớn trong triều, ỷ thế có ô dù đã cướp đoạt đất đai, thậm chí còn ép buộc quan lại địa phương tăng cường vơ vét tô thuế, khiến nông dân vừa không có ruộng lại chịu thuế má nặng nề. Vì vậy khi nghe tin có quan thanh liêm Hải Thuỵ đến, dân chúng đua nhau đến công đường khiếu nại. Hải Thuỵ biết chuyện, cho điều tra đến cùng, không chỉ ngồi ở nha môn chờ đơn mà còn đến tận phủ huyện để nghe tố tụng, thẩm lý từng vụ việc, dây cương đấu tranh ngày một căng. Kể cả gia đình của Từ Giai, đại ân nhân cứu mạng Hải Thụy, phạm tội cũng không được Hải Thụy bỏ qua. Tuy nhiên ông nghĩ tình ân nhân nên có ý mở "lối thoát danh dự" cho họ Từ, thuyết phục Từ gia tự động hoàn trả ruộng đất, đồng thời vận động các quan địa phương gây sức ép lên Từ Giai. Từ Giai buộc phải nhượng bộ. Lũ đại địa chủ thấy ân nhân mà Hải Thuỵ cũng "xử", đành phải làm theo Từ Giai, trả lại ruộng đất đã chiếm đoạt. Hải Thụy được ca ngợi là "Hải Thanh Thiên", là "Bao Công tái thế".
Những hành động liêm chính của Hải Thụy đã động chạm đến quyền lợi của bọn địa chủ, quan lại, thế gia, vì vậy tấu sớ đàn hặc Hải Thuỵ tới tấp bay về triều, từ những lời phê bình chừng mực có cơ sở đến những lời vu khống, soi mói đời tư. Đối với trăm họ lê dân, Hải Thụy là quan thanh liêm, cương nghị, chính trực, nhưng với quan lại đồng liêu là kẻ gàn dở, kỳ quái, không thể làm việc chung. Triều đình lại theo cách cũ, tìm cách sắp xếp cho Hải Thuỵ một chức vụ không có thực quyền gì, nhưng càng khiến Hải Thụy phẫn nộ. Ông viết thư mắng chửi quan thủ phụ Cao Củng, còn dâng tấu lên hoàng đế nói quan lại nho sĩ nhu nhược như đàn bà. Cuối cùng năm 1570, Hải Thụy từ quan về ẩn cư ở quê nhà Hải Nam.

## Những năm cuối đời
Năm 1572, Minh Mục Tông mất, Minh Thần Tông Vạn Lịch Đế mới 10 tuổi lên ngôi, quyền hành nằm trong tay Thủ phụ Trương Cư Chính. Trương Cư Chính vốn là địch thủ chính trị của Hải Thuỵ, cũng cho rằng tính tình Hải Thuỵ không hoà hợp được với giới quan lại, nên cố ý không dùng. Suốt mười mấy năm Hải Thuỵ "ngồi không" ở quê nhà. Năm 1582, Trương Cư Chính bệnh chết, Minh Thần Tông đích thân chấp chính, vì vậy mấy năm sau Hải Thuỵ lại được phục chức hữu thiên đô ngự sử Nam Kinh (1585), trên đường đi nhận chức lại được thăng là hữu thị lang lại bộ Nam Kinh, năm 1586 lại làm thăng làm hữu đô ngự sử đô sát viện Nam Kinh, hàm nhị phẩm, trở thành quan cực lớn trong triều đình.
Hải Thuỵ được làm quan, lại làm bùng lên làn gió liêm chính, dâng tấu lên hoàng đế tố cáo tình trạng tham ô hủ bại trong triều đình, kêu gọi hoàng đế bớt ăn chơi xa xỉ, giảm quy mô hậu cung thái giám, đề xuất dùng hình pháp hà khắc lóc da, nhét cỏ đối với quan tham ăn hối lộ. Bọn quan lại trong triều liền phản ứng gay gắt, tố cáo Hải Thuỵ nguỵ quân tử, lấy cớ can gián vua để mua danh thanh liêm chính trực, ý muốn huỷ diệt cả thanh danh của Hải Thuỵ. Hải Thuỵ cũng không vừa, trước lời tố cáo đã biện luận vững vàng, khí thế ngời ngời, không gì đả kích nổi. Minh Thần Tông sau khi nghe hai bên tranh luận đã nói "gần đây [Hải Thuỵ] có điều trần về trọng hình là trái với thể chế, liên quan tới trẫm, lời lẽ gàn dở và trẫm đã tha thứ", đồng thời theo cách làm cũ không giao cho Hải Thuỵ làm việc gì nhưng vẫn nắm chức phẩm cao để "trấn áp tà tục, chấn hưng phong khí". Nói cách khác là biến Hải Thuỵ thành vật trang trí cho chính quyền.
Không lâu sau Hải Thuỵ mất ở Nam Kinh, thọ bảy mươi tư tuổi (1587), được dân chúng hết sức thương tiếc. Hôm đưa tang, không ít cửa hàng tự đóng cửa để biểu lộ lòng thương. Nhiều người dân bình thường không quen biết cũng kéo đến tham dự tang lễ. Những người theo chân đám tang đều vận tang phục mầu trắng, ai nấy đều khóc than không dứt, đoàn người kéo dài tới hơn trăm dặm.

## Đánh giá
Hải Thụy là người sống theo lý tưởng đạo đức phong kiến, tôn sùng đạo đức Nho giáo và pháp luật nghiêm khắc thời Hồng Vũ, mong muốn chấn hưng triều chính, kiên trì đấu tranh chống tham ô hủ bại, làm chủ cho dân. Chính vì vậy ông giữ đạo đức trong sạch, trước sau như một, làm việc luôn theo phép công, không nể tình bất cứ ai, cũng không sợ hãi trước cường quyền. Quan đầu triều như thủ phụ Cao Củng bị Hải Thụy dâng tấu đàn hặc, viết thư chửi mắng thậm tệ, hoàng đế Gia Tĩnh cũng bị ông dâng sớ phê bình thẳng tay. Đến cả Từ Giai là ân nhân cứu mạng, thì Hải Thụy cũng chỉ vì ơn nghĩa mà cho "hạ cánh" trong danh dự, chứ không từ bỏ nguyên tắc liêm chính mà bao che. Những quà cáp lễ nghi lặt vặt giữa quan lại với nhau, Hải Thuỵ cũng không nhận, trước lúc lâm chung tiền củi lửa bảy lạng bạc trắng do đồng liêu quyên góp ông cũng từ chối. Thậm chí Hải Thụy còn công khai dán cáo thị nói "kẻ thù người đáp, thật là phiền phức, bỏ đi không làm là hơn." Vì vậy dù làm quan to nhưng nhà cửa rất nghèo, bữa cơm hiếm khi có rượu thịt, chỉ những dịp đặc biệt như mừng thọ mẹ già thì mới mua thịt về để tỏ lòng hiếu thảo. Hơn nữa, lúc chết tiền tích cóp được không đủ để làm lễ tang, đồng liêu bạn bè phải quyên góp thêm, tài sản để lại chỉ có 150 lạng bạc, gấm vóc mỗi thứ một súc, đó là con số cực kì nhỏ đối với một mệnh quan hàm nhị phẩm. Hải Thụy cũng là người ham làm việc, có trách nhiệm và tận tuỵ, không muốn ngồi không hưởng lộc.
Chính vì vậy, Hải Thuỵ được nhân dân trăm họ vô cùng ngưỡng mộ, ủng hộ nhiệt thành, nhưng lại đắc tội với hầu hết giới quan lại triều đình. Các biện pháp liêm chính của Hải Thuỵ động chạm đến lợi ích của quan lại, cường hào, cũng phá vỡ đến các nguyên tắc "quan hệ", "tình cảm", "hiếu kính" giữa giới quan lại và thân sĩ, vì vậy mỗi lần Hải Thuỵ "liêm chính" là triều đình náo động, tấu sớ bay về tới tấp hặc tội. Có người khuyên Hải Thuỵ nên mềm dẻo một chút, ông vặc lại: giả sử không mềm dẻo thì không có thăng quan hay giáng chức sao. Người kia thấy Hải Thụy sùng bái nguyên tắc, lại còn “giả sử”, "giả sử" như thư sinh, nên cũng đành chịu. Khi Hải Thuỵ làm tuần phủ Ứng Thiên, Trương Cư Chính đã có thư cho Hải Thuỵ, khuyên ông khéo léo hoà giải và giữ thể diện cho cả Từ Giai và Cao Củng đang kình địch nhau, nhưng không ngờ Hải Thuỵ quyết giữ lập trường chính trực công bằng mà đắc tội với cả ba họ Trương, Từ, Cao, những thế lực lớn nhất trong triều đình. Đối với quần chúng nhân dân, Hải Thuỵ là quan thanh liêm chính trực, một lòng vì dân vì nước, nhưng cũng vì vậy mà bị bọn quan lại ganh ghét và xa lánh, cho rằng ông là người gàn dở, nhỏ nhen, không có tình người, không thể hợp tác, xem đồng liêu như kẻ thù. Và cũng vì chúng không thể sống trong sạch được như Hải Thuỵ. Cũng chính vì cương trực đến "mất lòng" quan lại mà Hải Thuỵ thường xuyên bị bãi quan hay từ quan. Trong ba mươi ba năm làm quan, ông bị mất chức ba lần, số thời gian bị bãi quan chiếm đến một nửa, nhưng sau mỗi lần bãi quan lại được thăng quan, quan chức ngày một cao, đến lúc mất làm đến hữu đô ngự sử đô sát viện Nam Kinh, hàm nhị phẩm.
Tuy nhiên cũng chính các địch thủ của Hải Thụy đã đánh gia cao nhân phẩm đạo đức và tư tưởng bài trừ tham ô hủ bại của ông. Cao Củng và Trương Cư Chính đều cho rằng Hải Thuỵ làm việc xuất phát từ mục đích "trừ ác", "vì dân", chỉ có cách làm không thoả đáng, thiếu tình người, phải điều chỉnh chỗ "quá khích" của Hải Thuỵ chứ không được phủ nhận những chỗ "đau xót vì tệ nạn, làm chủ cho dân" của ông. Cấp sự trung Thư Hoá khi dâng tấu đàn hặc Hải Thuỵ cũng thừa nhận đạo đức trong sạch của ông, chỉ bất bình về chính lệnh hà khắc, và đề nghị giao cho Hải Thuỵ một chức vụ không có thực quyền ông tránh dây vào rắc rối. Đó cũng là cách mà triều đình sắp xếp chức vụ cho Hải Thuỵ, ban cho chức phẩm cao nhưng không giao việc gì, thuần tuý là "vật trang trí".
Đạo đức trong sạch của Hải Thụy ít nhiều do hoàn cảnh sống kham khổ lúc nhỏ, và cũng do sự dạy bảo chu đáo, nghiêm khắc của mẹ là Tạ thị. Nhưng Tạ thị cũng là nguyên nhân dẫn đến bất hạnh gia đình của ông. Một bà lão góa chồng khi còn trẻ, sống cùng đứa con lớn, thì ít nhiều về mặt tâm lý sẽ có một số vấn đề, quan hệ với con dâu cũng nhiều trục trặc, hai người vợ đầu của Hải Thụy đều vì bất hòa với mẹ chồng mà bỏ đi, trong đó người vợ thứ hai mới về nhà chồng được chừng một tháng. Trong văn tế Hải Thụy có một câu chua xót "nặng tình nghề nghiệp, mỏng bề khuê các". Đó cũng là điều mà các kẻ thù công kích Hải Thuỵ nhiều nhất, họ cho rằng Hải Thụy không biết sống hạnh phúc với vợ con thì cũng không thể quan hệ tốt với đồng liêu.